# San Ignacio (Santiago)
San Ignacio – miasto w Chile, w regionie Region Metropolitalny Santiago, w prowincji Maipo.